# 1925년 전조선청년정구대회
1925년 전조선청년정구대회는 전조선청년정구대회의 1925년 시즌 정구 대회이다. 1925년 6월 21일에 일제강점기 조선 평안남도 평양부에 있는 평양고등보통학교 운동장에서 개최되었다.

## 경기장
| 경기장                  | 도시 | 좌석 | 수용 | 비고 |
| ----------------------- | ---- | ---- | ---- | ---- |
| 평양고등보통학교 운동장 | 평양 |      |      |      |

## 정구단
| 정구단                   | 도시 | 첫 참가 | 횟수 | 선수                                           | 비고 |
| ------------------------ | ---- | ------- | ---- | ---------------------------------------------- | ---- |
| 개성 정구단              | 개성 | 1925    | 1    |                                                |      |
| 경성법학전문학교 정구단  | 경성 | 1925    | 1    |                                                |      |
| 법교 정구단              | 평양 | 1925    | 1    |                                                |      |
| 보성전문학교 정구단      | 경성 | 1925    | 1    | 강용상, 강원진, 김기준, 김자환, 이한준, 조택원 |      |
| 태양구락부 정구단        | 경성 | 1925    | 1    | 구종태, 김응이, 박성희, 안정원, 천종희, 홍종상 |      |
| 한성은행 평양지점 정구단 | 평양 | 1925    | 1    |                                                |      |
| 혜성 정구단              | 평양 | 1925    | 1    |                                                |      |

## 경기 결과
|  | 1라운드                  | 1라운드             |                         |    | 4강 | 4강 |  |  | 결승 | 결승 |
|  |                          |                     |                         |    |     |     |  |  |      |      |
|  |                          |                     |                         |    |     |     |  |  |      |      |
|  |                          |                     |                         |    |     |     |  |  |      |      |
|  |                          |                     |                         |    |     |     |  |  |      |      |
|  | 6월 21일 - 평양          |                     |                         |    |     |     |  |  |      |      |
|  |                          |                     |                         |    |     |     |  |  |      |      |
|  | 태양구락부 정구단        | 3                   |                         |    |     |     |  |  |      |      |
|  | 태양구락부 정구단        | 3                   | 6월 21일 - 평양         |    |     |     |  |  |      |      |
|  |                          |                     | 경성법학전문학교 정구단 | 2  |     |     |  |  |      |      |
|  | 개성 정구단              | 패                  | 경성법학전문학교 정구단 | 2  |     |     |  |  |      |      |
|  | 개성 정구단              | 패                  | 6월 21일 - 평양         |    |     |     |  |  |      |      |
|  | 경성법학전문학교 정구단  | 승                  |                         |    |     |     |  |  |      |      |
|  | 경성법학전문학교 정구단  | 승                  | 태양구락부 정구단       | 3  |     |     |  |  |      |      |
|  | 6월 21일 - 평양          |                     | 태양구락부 정구단       | 3  |     |     |  |  |      |      |
|  |                          | 보성전문학교 정구단 | 2                       |    |     |     |  |  |      |      |
|  | 보성전문학교 정구단      | 보성전문학교 정구단 | 2                       | 승 |     |     |  |  |      |      |
|  | 보성전문학교 정구단      | 6월 21일 - 평양     |                         | 승 |     |     |  |  |      |      |
|  | 법교 정구단              | 패                  |                         |    |     |     |  |  |      |      |
|  | 법교 정구단              | 패                  | 보성전문학교 정구단     | 3  |     |     |  |  |      |      |
|  | 6월 21일 - 평양          |                     | 보성전문학교 정구단     | 3  |     |     |  |  |      |      |
|  |                          | 혜성 정구단         | 0                       |    |     |     |  |  |      |      |
|  | 한성은행 평양지점 정구단 | 혜성 정구단         | 0                       | 0  |     |     |  |  |      |      |
|  | 한성은행 평양지점 정구단 |                     |                         | 0  |     |     |  |  |      |      |
|  | 혜성 정구단              | 3                   |                         |    |     |     |  |  |      |      |
|  | 혜성 정구단              | 3                   |                         |    |     |     |  |  |      |      |

1925년 6월 21일 평양고등보통학교 운동장에서 진행된 보성전문학교 정구단과 법교 정구단 간의 1라운드 첫 번째 경기는 보성전문학교 정구단이 승리하며 4강에 진출했고, 한성은행 평양지점 정구단과 혜성 정구단 간의 1라운드 두 번째 경기는 혜성 정구단이 3:0으로 이기며 4강에 진출했다. 같은 날 진행된 개성 정구단과 경성법학전문학교 정구단 간의 1라운드 세 번째 경기는 경성법학전문학교 정구단이 승리하며 4강에 진출했고, 태양구락부 정구단은 부전승으로 4강에 진출했다.
1925년 6월 21일 평양고등보통학교 운동장에서 진행된 태양구락부 정구단과 경성법학전문학교 정구단 간의 4강 첫 번째 경기는 경성법학전문학교 정구단이 3:2로 이기며 결승에 진출했고, 보성전문학교 정구단과 혜성 정구단 간의 4강 두 번째 경기는 보성전문학교 정구단이 3:0으로 승리하며 결승에 진출했다.
1925년 6월 21일 평양고등보통학교 운동장에서 진행된 태양구락부 정구단과 보성전문학교 정구단 간의 결승 경기는 태양구락부 정구단이 3:2로 이기며 우승을 차지했다.

## 참고 문헌
- 대한체육회 100주년 기념사업부 (2020). 《대한민국 체육 100년》. 대한체육회.
- 《대한민국 체육 100년 Ⅰ 통사 (민족과 함께 한 대한민국 체육 100년)》. 대한체육회. 2020.
- 《대한민국 체육 100년 Ⅱ 민족의 구심체, 조선체육회 (1920~1945)》. 대한체육회. 2020.
- 《대한민국 체육 100년 Ⅲ 세계를 향한 도전 (1945~1980)》. 대한체육회. 2020.
- 《대한민국 체육 100년 Ⅳ 스포츠로 꽃피운 대한민국 (1981~2000)》. 대한체육회. 2020.
- 《대한민국 체육 100년 Ⅴ 스포츠강국을 넘어 선진국으로(2001~2020)》. 대한체육회. 2020.
- “全朝鮮庭球大會(전조선정구대회)”. 동아일보. 1925년 5월 31일.
- “關西體育會(관서체육회)초催(최)와 本社(본사) 平壤支局後援(평양지국후원) 庭球大會(정구대회)”. 조선일보. 1925년 6월 5일.
- “時日(시일)과塲所(장소)”. 동아일보. 1925년 6월 7일.
- “平壤(평양)에열릴 庭球大會(정구대회) 抽籤其他發表(추첨기타발표)”. 조선일보. 1925년 6월 19일.
- “迫頭(박두)한 平壤庭球大會(평양정구대회)”. 조선일보. 1925년 6월 20일.
- “全朝鮮庭球(전조선정구) 兩日(양일)의豫選戰(예선전)”. 동아일보. 1925년 6월 21일.
- “全朝鮮庭球(전조선정구) 中學團戰(중학단전) 高普軍(고보군)이優勝(우승)”. 동아일보. 1925년 6월 22일.
- “全朝鮮庭球(전조선정구) 决勝戰(결승전)”. 동아일보. 1925년 6월 23일.
- “關西體育會(관서체육회) 主催全朝鮮(주최전조선) 男子庭球大會(남자정구대회) 平壤(평양)에열린庭球大會(정구대회)”. 조선일보. 1925년 6월 23일.